# 25604 Karlin
25604 Karlin este un asteroid din centura principală de asteroizi.

## Descriere
25604 Karlin este un asteroid din centura principală de asteroizi. A fost descoperit pe 4 ianuarie 2000 la Prescott (Arizona) de Paul G. Comba. Asteroidul prezintă o orbită caracterizată de o semiaxă mare de 2,88 ua, o excentricitate de 0,01 și o înclinație de 3,5° în raport cu ecliptica.